# 본지수적

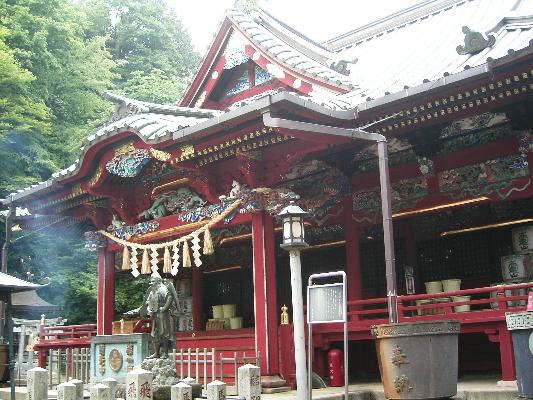
이이즈나곤겐을 모시는 다카오산 약왕권의 곤겐당

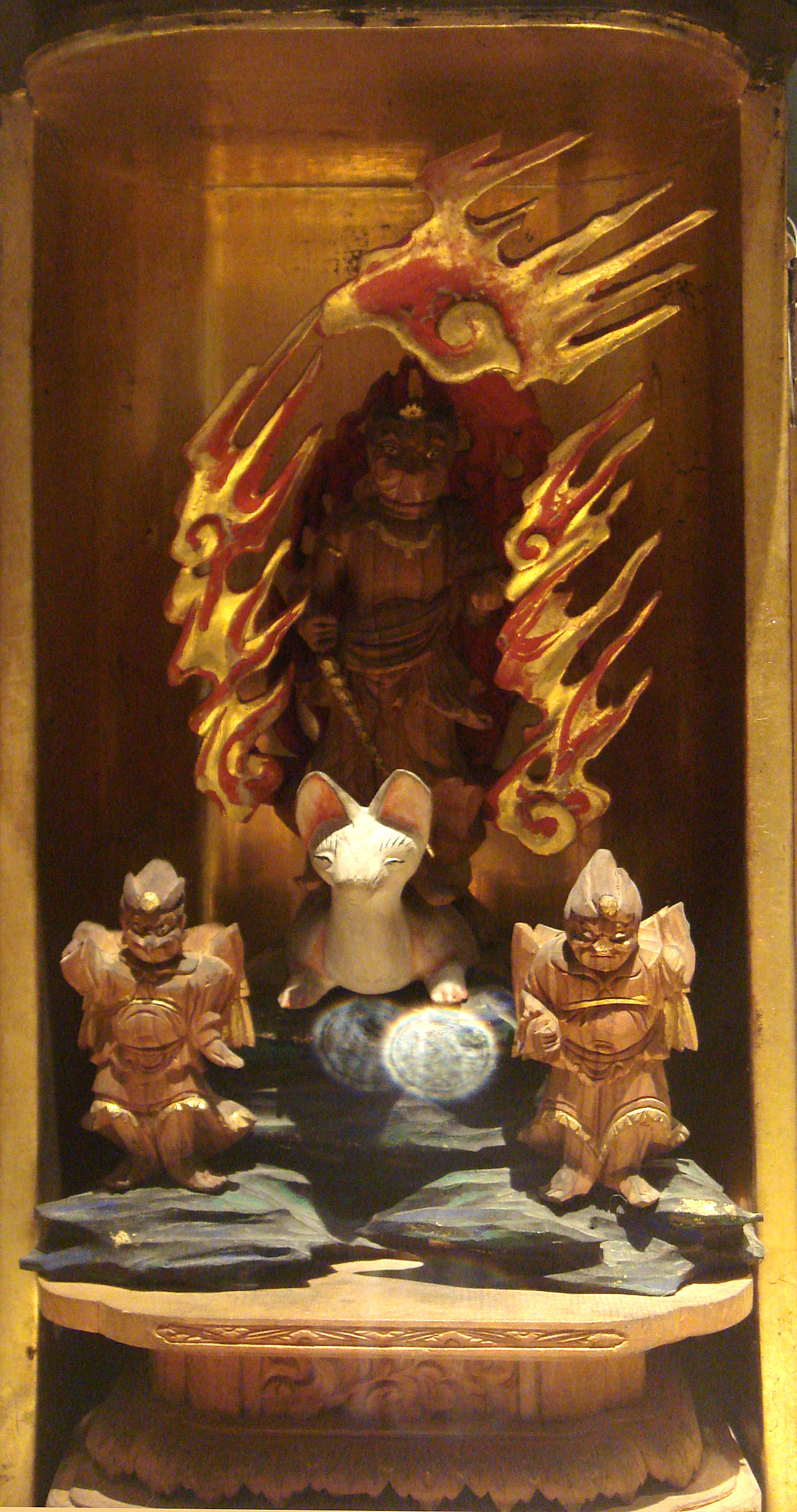
이이나와곤겐

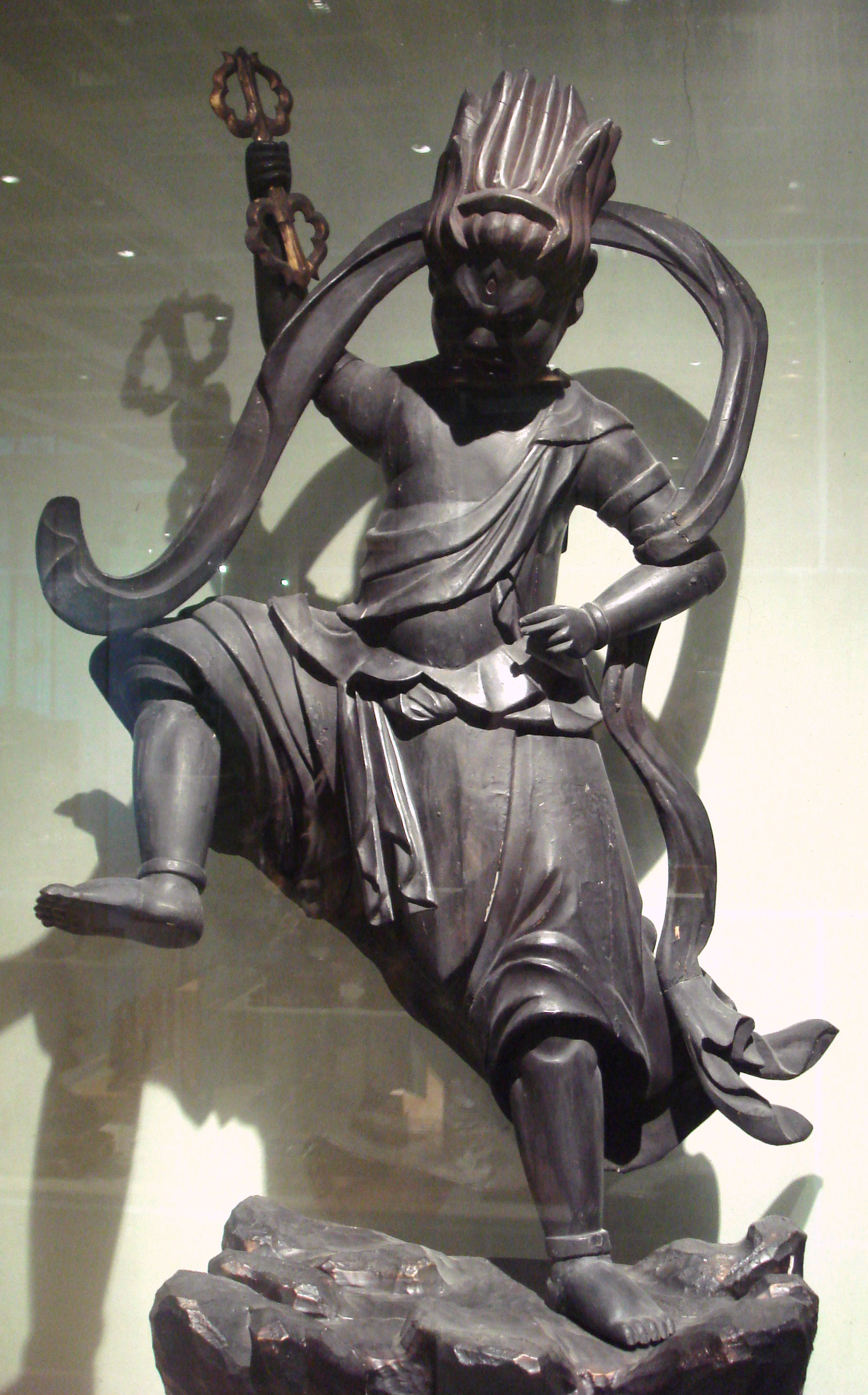
자오곤겐

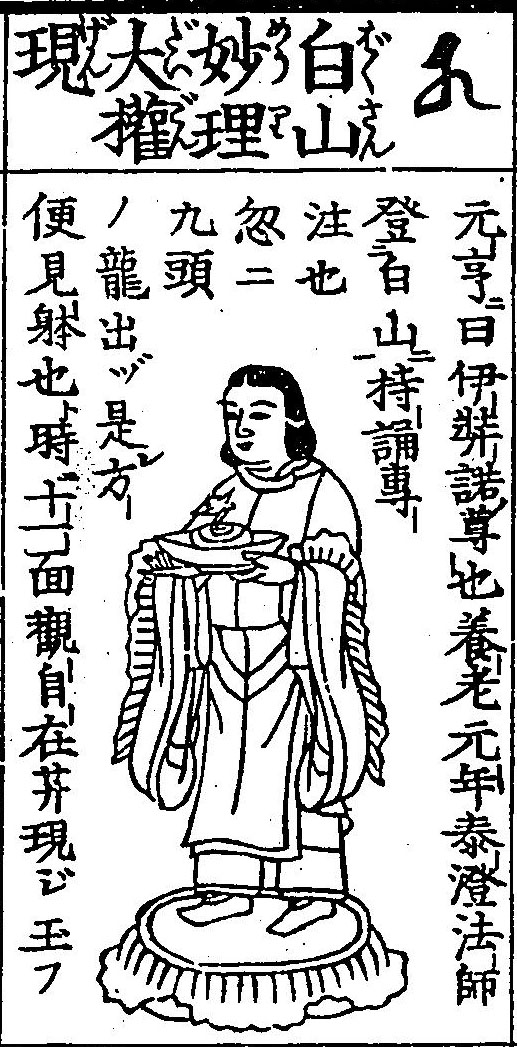
하쿠산곤겐 (『불상도휘』에서)

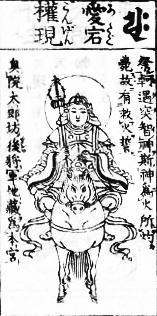
아타고곤겐 (『불상도휘』에서)

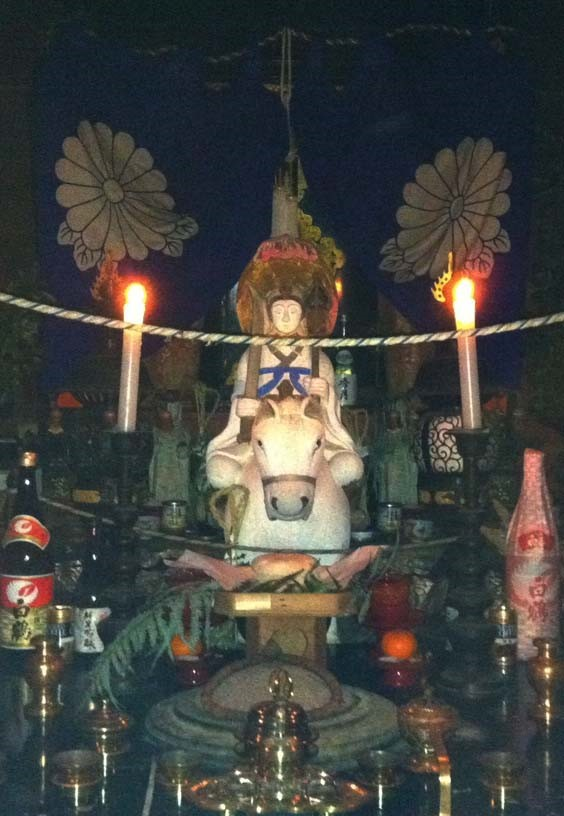
아타고사

본지수적(本地垂迹)은 일본에서 불교가 융성하던 시대에 발생한 신불습합 사상의 하나로, 신토의 [800만신들이 실은 다양한 부처(보살이나 천부 등도 포함)들의 화신으로서 일본의 땅에 나타난 곤겐이라고 주장하는 이론이다.
본지란 본래의 경지나 본래의 방법을, 수적이란 혼을 늘어뜨린다는 의미로, 신불이 나타나는 것을 말한다. 궁극의 본지는 우주의 진리 그 자체인 법신 이라고 하며, 이것을 본지법신이라고 한다. 또 곤겐의 곤이란 ‘권대납언’ 등과 같이 ‘임시의’ ‘가의’라는 의미로 부처님이 하나님의 형태를 취하여 임시로 현현 것을 나타낸다.

## 개념 및 역사
본지라는 사상은 불교가 각지에서 포교될 때 그 토지 본래의 다양한 토착적인 종교를 포섭하는 경향이 있기 때문이다. 예를 들어, 불교의 천부신들의 대부분은 인도의 힌두교에서 유래했으며, 이 사상은 나중에 후기 대승불교에서 본지부처 대일여래의 화신이 부동명왕 등 가지신이라는 개념을 낳았다.
이에 반해, 수적이라는 사상은, 중국의 『 장자 』 천운에 있어서의 적(교화의 迹)이나, 소이적(교화를 성립시키고 있는 길=어느)에 유래하고, 카쿠쇼는 『장자주』에서 이것을 성왕(내성외왕)의 설명에 있어서 전개시켜 ‘우침’을 왕자로서의 통치·주도로 하고 ‘소이상’을 본질적인 성인으로 인용했다.
그리고 후진대의 승려가 이것을 불교에 도입했다. 스님은 『주유마막경』에서 위의 왕필등의 ' 본말 '의 사상을 인용하고 '소이상'을 '책'으로 바꿔 '책'을 보살의 불가사의적인 해탈( 깨달음 내용) 그런 다음 '바루'를 보살이 중생을 교화하기 위해 시현한 방편으로 사용했다.
일본에서는 불교 공전에 의해 고분 시대의 모노노베씨와 소가씨가 대립하는 등 불교와 카미에 대한 신앙 사이에는 격차가 있었다. 하지만 서서히 그것은 없어지고, 불교 측의 해석에 따르면 카미는 헤매는 중생의 일종으로 천부의 신들과 같다고 하고, 하나님을 불의 경애로 끌어올리려고 납경이나 도승이 행해지거나, 불법의 공덕을 환향되어 하나님의 몸을 이탈하는 것이 신탁에 구부러지기도 했다.
그러나 7세기 후반의 천무기에서 천황 중심의 국가 체제 정비에 따라 천황의 씨족신이었던 아마테라스 오미카미를 정점으로 하여, 국조에 중용된 신들이 민족신으로 높아졌다. 불교 측도 그 신들에게 경의를 표하며 등급을 올리고 이들이 부처님의 설법을 들으며 불법을 수호하는 호법선신의 동료로 해석하면서 나라 시대 말기부터 헤이안 시대까지 신에게 보살호를 붙이는 것에 이르렀다.
한편 사령 등 소규모 민족신에게는 이 본지수적설을 적용하지 않고 구별했다. 예로는 권화신(권사신)에 대한 실류신(실사신) 등이다. 이 때문에 불교측에서는 권화신에게는 경의를 표할 수 있지만 실류신은 신봉해서는 안 된다는 계명도 일부로 제정되었다. 이것은 불교의 일선을 지킨다는 생각의 드러난 것으로 보인다.
이 본지수적설에 의해 권현조리나 본지수적의 도화 등도 태어났으며, 가마쿠라 중말기에는 문학에서도 본지물(혼지물)이라고 불리는 작품이 창작되었다.
센고쿠 시대에는 한층 더 천도사상에 의한 「제종은 하나」라고 하는 통일적 틀이 형성되게 되었다.

### 말법 사상과의 관계
원정이나 무사의 대두에 의한 정치의 유동화, 천재나 전란에 의한 사회의 혼란을 배경으로, 말법의 세상의 실감과 거기로부터의 구제 욕망이 태어났다. 그 때문에 정토신앙이 활발해져 법연을 비롯한 새로운 불교제종파가 등장했지만, 그것은 전통적인 신기신앙의 변용과 재생도 촉구했다. 이 종말 의식에는 아산산변토관도 영향을 주었다. 불교의 인도 중심 세계관에서는 말법세의 일본인은 타락하고 구제되기 어려워 정당한 교화의 방법으로 구제할 수 없다고 한다. 거기서 부처가 만일 하나님의 모습을 취해 이 변토에 나타나 엄벌을 가지고 사람들을 교화하고 구제를 지향했다는 것이 본지수적설의 의도이다. 이렇게 신들은 공동체의 신으로부터 개인을 구제하는 신으로 변모를 이루었다.

### 반본지수적설
가마쿠라 시대 중기에는 반대로 부처님이 신의 권화로, 신이 주로 부처님이 따르는 것으로 생각하는 카미모토 불상설도 나타났다. 불교로부터 독립하자는 신토측의 생각에서 일어난 것이다. 이세 신궁 외궁의 신관인 도카이 씨는 신화·신사의 정리와 재편집에 의해 『신토 5부서』를 작성, 이세 신토의 기반을 만들었다. 이세 신토에서는 현실을 긍정하는 본각 사상을 가진 천태종의 교리가 유용되어 신토의 이론화가 시도되고, 또한 구카이에 화탁한 여러 종류의 이론서도 재편되어 도회행충 · 가행에 의해 체계화되었다.
반본지수적설은 원나라의 일본 원정 이후 일본은 신에 지켜지고 있는 「신의 나라」라고 하는 신국 사상 속에서 점점 발전해 나갔다.
난보쿠초 시대부터 무로마치 시대 동안에는 반본지수적설이 점점 떠오르며 천태종에서도 이에 동조하는 자가 나타났다. 지헨은 '구사본기현의'와 '토요하라하라 카미카제 화기'를 저술하고 신토로 개종하고, 요시히로는 '신대권 사견문'과 '천지 여기기문서'를 현저히 이 설을 지지했다. 요시다 카네야는 이들을 받아 '유일신도명법요집'을 저술하고 이 설을 대성시켰다. 그러나 가마쿠라 시대의 신불교는 여전히 본지수적설을 지지했다.

## 수적신과 본지불
신의 정체로 여겨지는 부처를 본지불이라고 한다. 신들에게 부회되는 부처는 종파, 신앙, 사원, 신사에 따라 다르다.
일본의 신의 불호는 보살이 많고, 하치만대보살은 아미타불인 등 본지불의 불호와의 차이도 보인다.
수적신과 본지불의 일례를 이하에 나타낸다.
- 아마테라스 오미카미 = 대일여래, 십일면관세음보살
- 하치만 신 · 오진 천황 = 아미타불
- 가스가곤겐 = 불공정색관음 · 약사여래 · 지장보살 · 십일면관음
- 아타고곤겐 = 지메곤겐 = 승군지장보살
- 아키하곤겐 = 관세음보살
- 모토나미 = 우두천왕 = 약사여래
- 오오쿠니누시 = 대흑천
- 도쇼다이곤겐 · 도쿠가와 이에야스 = 약사여래
- 스사노오 = 구마노곤겐, 아미타불
- 츠쿠요미 = 아미타불
- 오오쿠니누시 = 아미타여래
- 이자나기 = 석가여래, 아미타여래
- 이자나미 = 천수관음
- 니니기= 석가여래
- 코노하나노사쿠야히메= 아사마오보살, 아미타 여래
- 호오리 = 문수보살
- 호쿠토 (호쿠다쓰) 신앙 · 타이치 = 묘진보살
- 에비스 = 비사문천, 부동명왕
- 쿠나토카미  · 도조신 · 미신 신앙 · 사루타히코 = 청면 금강, 지장보살, 마두관음
- 산의 신 · 금정신 = 마두관음
- 천만대자재천신· 스가와라미치진= 대자재천, 대위덕명왕 = 십일면관음보살, 부동명왕, 석가금륜천수관음 약사여래, 애염명왕, 자혜대사, 아미타여래, 비사문천, 대성환희천, 변재관음, 대일여래, 지장보살, 문수보살, 관음보살[3]

9세기 무렵, 각각의 신의 곤겐호가 보이게 되었다 .
12세기 무렵, 각각의 신의 본지불이 정해져 갔다 .

## 참고 문헌
- 日本史用語研究会. 《必携日本史用語》 四訂版판. 実教出版. Bibcode:2009-2-2. ISBN 9784407316599. 다음 글자 무시됨: ‘和書’ (도움말)日本史用語研究会. 《必携日本史用語》 四訂版판. 実教出版. Bibcode:2009-2-2. ISBN 9784407316599. 다음 글자 무시됨: ‘和書’ (도움말)
- 全国歴史教育研究協議会. 《日本史B用語集―A併記》 改訂版판. 山川出版社. Bibcode:2009-3-30. ISBN 9784634013025. 다음 글자 무시됨: ‘和書’ (도움말)全国歴史教育研究協議会. 《日本史B用語集―A併記》 改訂版판. 山川出版社. Bibcode:2009-3-30. ISBN 9784634013025. 다음 글자 무시됨: ‘和書’ (도움말)
- 大森惠子 (2011년 12월 10일). 《稲荷信仰の世界―稲荷祭と神仏習合》. 慶友社. ISBN 978-4-87449-254-3. 다음 글자 무시됨: ‘和書’ (도움말)大森惠子 (2011년 12월 10일). 《稲荷信仰の世界―稲荷祭と神仏習合》. 慶友社. ISBN 978-4-87449-254-3. 다음 글자 무시됨: ‘和書’ (도움말)